# Tobias Buck-Gramcko
Tobias Buck-Gramcko (ur. 1 stycznia 2001 w Getyndze) – niemiecki kolarz szosowy i torowy.

## Osiągnięcia

### Kolarstwo szosowe
Opracowano na podstawie:
2020
- 3. miejsce w mistrzostwach Niemiec U23 (jazda indywidualna na czas)

2022
- 2. miejsce w mistrzostwach Niemiec U23 (jazda indywidualna na czas)
- 1. miejsce w mistrzostwach Europy U23 (mieszana jazda drużynowa na czas)

### Kolarstwo torowe
Opracowano na podstawie:

2018
- 3. miejsce w mistrzostwach Europy juniorów (wyścig drużynowy na dochodzenie)

2019
- 2. miejsce w mistrzostwach Europy juniorów (wyścig indywidualny na dochodzenie)
- 3. miejsce w mistrzostwach Europy juniorów (wyścig drużynowy na dochodzenie)
- 1. miejsce w mistrzostwach świata juniorów (wyścig na 1 kilometr)
- 1. miejsce w mistrzostwach świata juniorów (wyścig indywidualny na dochodzenie)
- 1. miejsce w mistrzostwach świata juniorów (wyścig drużynowy na dochodzenie)

2020
- 3. miejsce w mistrzostwach Europy U23 (wyścig drużynowy na dochodzenie)

2021
- 1. miejsce w mistrzostwach Europy U23 (wyścig indywidualny na dochodzenie)

## Rankingi

### Kolarstwo szosowe
| Rok             | 2021  | 2022  | 2023  |
| --------------- | ----- | ----- | ----- |
| World Ranking   | 2339. | 1732. | 2913. |
| UCI Europe Tour | 1561. | 1133. | -     |
|                 |       |       |       |
| Źródło: UCI     |       |       |       |